# Satsuma (Schiff)
Die Satsuma (薩摩) war ein Semi-Dreadnought-Schlachtschiff, das für die Kaiserlich Japanische Marine im ersten Jahrzehnt des 20. Jahrhunderts gebaut wurde, und gehörte zur Satsuma-Klasse. Sie war das Typschiff ihrer Klasse und das erste in Japan gebaute Schlachtschiff. Während des Ersten Weltkrieges nahm die Satsuma an keinen Kampfhandlungen teil, sie führte allerdings ein Geschwader an, das 1914 mehrere deutsche Kolonien im Pazifischen Ozean besetzte. Die Satsuma wurde gemäß den Bestimmungen des Washingtoner Flottenabkommens von 1922 im gleichen Jahr entwaffnet und 1924 als Zielschiff versenkt.

## Hintergrund
Die Satsuma-Klasse wurde 1904 unter dem Marineersatzprogramm noch während des Russisch-Japanischen Krieges bestellt. Im Gegensatz zu den Vor-Dreadnought-Linienschiffen der Katori-Klasse wurden die Satsuma und ihr Schwesterschiff, die Aki die ersten Schlachtschiffe, die auf japanischen Werften gebaut wurden. Für beide Schiffe mussten allerdings noch viele Teile importiert werden.
Als Hauptbewaffnung waren zwölf 30,5-cm-Geschütze vorgesehen, die in vier Doppel- und vier Einzeltürmen verteilt werden sollten (ein Doppelturm voraus, ein Paar Einzeltürme dahinter einander gegenüberliegend, mittschiffs ein Paar gegenüberliegende Doppeltürme, dahinter ein Paar einander gegenüberliegende Einzeltürme, dann ein Zwillingsturm achteraus). Eine ähnliche Konfiguration gab es bei der deutschen Nassau-Klasse von 1906. Wegen der Kosten des Russisch-Japanischen Krieges wurden anstelle der für die Seitendecks vorgesehenen acht 30,5-cm-Geschütze zwölf 25,4-cm-Geschütze jeweils in Doppeltürmen installiert. Die Wahl fiel jedoch nicht nur aus finanziellen Gründen auf das Kaliber 25,4 cm. Die Schussfolge dieses kleineren Kalibers war höher als die der 30,5-cm-Geschütze.

## Technik

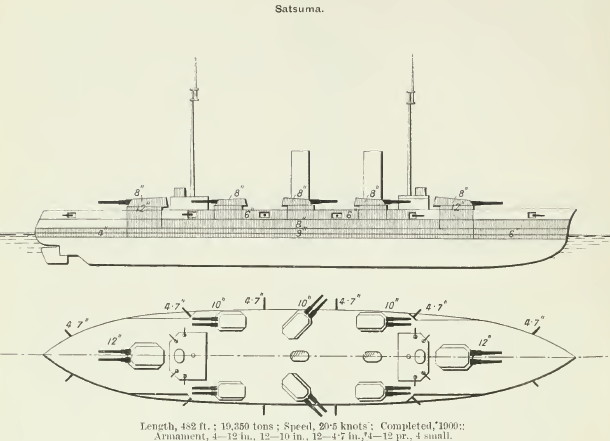
Entwurfszeichnung der Satsuma in Brassey’s Naval Annual 1912

Das Schiff hatte eine Gesamtlänge von 146,9 m, eine Breite von 25,5 m und einen Tiefgang von 8,4 m. Sie verdrängte zwischen 19.683 t und 20.000 t. Die Besatzung bestand aus 800 bis 940 Offizieren und Mannschaften.

### Antrieb
Die Satsuma wurde durch ein Paar Verbunddampfmaschinen angetrieben, die jede einen Propeller in Bewegung setzen. Die Dampferzeugung bewerkstelligten 20 kohlegefeuerte Miyabara-Wasserrohrkessel. Die geplante Leistung der Maschinen war 12.900 kW, mit denen das Schiff eine Geschwindigkeit von 18,25 kn (33,8 km/h) erreichen sollte. Bei den Probefahrten erreichte sie 18,95 kn (35,1 km/h) mit 13.801 kW. Die Satsuma hatte eine Reichweite von 9.100 sm (16.900 km) bei einer Geschwindigkeit von 10 kn.

### Bewaffnung
Das Schiff war mit vier 30,5-cm-Geschützen mit der Kaliberlänge 45, also 13,725 m langen Rohren in zwei Türmen vor und hinter den Aufbauten ausgestattet. Diese feuerten 386 kg schwere panzerbrechende Granaten über eine maximale Entfernung von 22.000 m und wurden von der Elswick Ordnance Company hergestellt. Die starke Mittelartillerie bestand aus sechs Doppeltürmen mit 25,4-cm-Geschützen mit der Kaliberlänge von 45 (11,43 m) der Firma Vickers Limited, von denen jeweils drei links und rechts von den Aufbauten standen. Wegen der großkalibrigen Mittelartillerie wurde das Schiff als Semi-Dreadnought bezeichnet. Außerdem hatte die Satsuma zwölf 12-cm-Schnellfeuerkanonen in Kasematten im Rumpf, dazu noch vier 7,62-cm-Geschütze und vier Typ-3-Flugabwehrkanonen von gleichem Kaliber. An beiden Breitseiten hatte sie jeweils zwei und im Heck ein 45,7-cm-Unterwassertorpedorohr.

### Panzerung

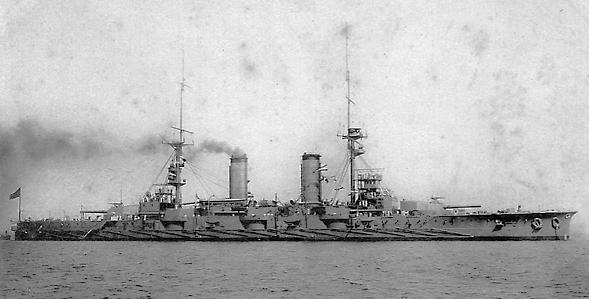
Satsuma vor Anker

Der Seitenpanzer der Satsuma bestand aus Krupp-Zementstahl mit einer maximalen Dicke von 229 mm mittschiffs. Er verjüngte sich zu den Enden des Schiffes auf 102 mm. Die Kasematten waren mit einer Panzerung von 152 mm versehen. Bei den Barbetten der Hauptartillerie war die Panzerung zwischen 180 und 240 mm stark. Der Panzer der Geschütztürme hatte eine maximale Stärke von 229 mm, das Deck war mit 52–76 mm gepanzert und der Kommandoturm hatte eine Panzerung von 152 mm.

## Konstruktion und Einsatz
Die Satsuma, benannt nach der Provinz Satsuma, wurde am 15. Mai 1905 auf der Marinewerft Yokosuka auf Kiel gelegt. Sie lief am 15. November 1906 im Beisein von Tennō Meiji, dem Marineminister, und anderen hochgestellten Persönlichkeiten vom Stapel. Am 25. März 1910 wurde sie fertiggestellt. Zum Zeitpunkt des Stapellaufs war die Satsuma das größte Schlachtschiff der Welt.
Am 5. August 1911 ereignete sich eine Explosion in einem der 30,5-cm-Geschütze des Schiffes, nachdem sich während des Schießtrainings der Schuss nicht gelöst hatte. Nachdem einige Zeit vergangen war, wurde der Verschluss des Geschützes geöffnet, wodurch das Treibmittel gezündet wurde und ein Feuer verursachte, bei dem 16 Besatzungsmitglieder und einige Offiziere getötet wurden. Während eines Taifuns wurde die Satsuma am 22. September 1912 leicht beschädigt. Bei Ausbruch des Ersten Weltkrieges im August 1914 wurde sie dem 1. Schlachtschiffsgeschwader zugeteilt, bis sie Konteradmiral Tatsuo Matsumura als Flaggschiff bei der Besetzung der deutschen Kolonien auf den Karolinen und auf Palau durch japanische Streitkräfte im Oktober 1914 diente. Im Jahre 1915 wurde die Satsuma wieder dem 1. Schlachtschiffsgeschwader zugeteilt, wurde 1916 einer Überholung in der Marinewerft Sasebo unterzogen und diente in dem Geschwader bis Kriegsende.
Um den Vorschriften des Washingtoner Flottenabkommens zu entsprechen, wurde die Satsuma 1922 in der Marinewerft Yokosuka desarmiert und am 20. September von der Flottenliste gestrichen. Zu einem Zielschiff umgebaut wurde die Satsuma am 7. September 1924 vor der Südspitze der Bōsō-Halbinsel nahe der Mündung der Bucht von Tokio von den Schlachtschiffen Mutsu und Nagato versenkt.